# Уджда
У́джда (араб. وجدة‎, бербер. ⵡⴻⵊⴷⴰ) — город на северо-востоке Марокко. Административный центр Восточной области Марокко.

## История
Есть некоторые свидетельства поселения во время римской оккупации, которое, по-видимому, находилось под контролем берберов, а не римлян. Город был основан в 994 году Зири ибн Атийей, берберским вождём племени Зената Маграва. Зири со своим племенем было разрешено оккупировать область Фас, но, чувствуя себя неуверенно в этом регионе и в этом городе, и желая быть ближе к центру своего племени, он переехал в Уайду, установил там гарнизон и свои владения, назначив одного из своих родственников губернатором. В середине XI века к примитивному ядру якобы добавился новый квартал со стеной. Юсуф ибн Ташфин занял город в 1079 году, а в следующем столетии он перешёл под контроль Альмохада, а его укрепления были отремонтированы и укреплены при халифе Альмохадов Мухаммаде ан-Насире.

## Географическое положение
Уджда — узел железных и шоссейных дорог. Находится в северо-восточной части королевства Марокко, в 15 км к западу от Алжира и в 60 км к югу от Средиземного моря. Вблизи города расположен аэропорт Ангадс. 
| Показатель                    | Янв. | Фев. | Март | Апр. | Май  | Июнь | Июль | Авг. | Сен. | Окт. | Нояб. | Дек. | Год  |
| ----------------------------- | ---- | ---- | ---- | ---- | ---- | ---- | ---- | ---- | ---- | ---- | ----- | ---- | ---- |
| Средний суточный максимум, °C | 14,6 | 16,0 | 17,9 | 21,4 | 24,3 | 28,0 | 33,1 | 33,3 | 30,1 | 24,5 | 18,3  | 15,1 | 23,1 |
| Средняя температура, °C       | 9,2  | 10,2 | 12,2 | 14,7 | 17,8 | 21,4 | 25,4 | 25,9 | 22,7 | 18,0 | 13,1  | 10,1 | 16,7 |
| Средний суточный минимум, °C  | 3,9  | 4,5  | 6,6  | 8,0  | 11,4 | 14,8 | 17,7 | 18,6 | 15,4 | 11,5 | 7,9   | 5,1  | 10,5 |
| Норма осадков, мм             | 38   | 35   | 42   | 41   | 34   | 14   | 2    | 3    | 17   | 30   | 39    | 42   | 338  |

## Климат
Город имеет холодный полузасушливый климат (климатическая классификация Кёппена BSk). Количество осадков составляет от 300 мм (11,8 дюйма) до 500 мм (19,7 дюйма) в год. Зимой редко выпадает снег. Последний снегопад был 5 февраля 2012 года. Погода в Уджде прохладная и влажная зимой, жаркая и сухая летом.

## Экономика
В городе развиты предприятия химической, металлообрабатывающей, деревообрабатывающей и пищевой промышленности.

## Известные уроженцы и жители
- Абдель Азиз Бутефлика (1937—2021) — президент Алжира (1999—2019).
- Бу Амама, Мухаммед (1840—1908) – военный и государственный деятель.

## Города-побратимы
- Троубридж, Великобритания
- Лилль, Франция
- Джидда, Саудовская Аравия
- Сирт, Ливия
- Оран, Алжир
- Экс-ан-Прованс, Франция
- Моленбек-Сен-Жан, Бельгия
- Жуи-ле-Мутье, Франция